# Avesta
Avesta je zbirka zoroastrijskih svetih tekstova sastavljenih na avestičkom jeziku, a za zoroastrijance predstavlja jednaku važnost kao i Biblija za kršćane ili Kuran za muslimane. Avesta nije jedinstveno djelo već se radi od više odvojenih cjelina među koje spadaju Vendidad, Visperad, Horda-Avesta, Jasna i Jašt. Najstariji dijelovi Aveste (Gâthâ) pripisuju se samom Zarathuštri, ali povjesničari i jezikoslovci pretpostavljaju kako je Avesta u današnjem obliku nastala tek nakon sasanidskog razdoblja (7. stoljeće). Od njihov prijevoda i objašnjenja (Zand), "Avistak va Zand", Neryosangh na sanskrtu koristi "avistvani" (avistavani vyakhyanamca - tj. Avestički jezik i izražavanje").